# 지진 활동
지진 활동(地震活動, 영어: seismicity, seismic activity)은 지리학적으로 특정 지역의 지진 발생 빈도, 발생 매커니즘, 지진 규모 등을 하나로 포함해 체계화한 지표이다. 즉 한 지역의 지진 활동이란 그 지역에서 일어나고 있는 주기적인 지진을 요약한 것이다. 지진 활동도라는 영어 단어인 "seismicity"는 1941년 베노 구텐베르크와 찰스 릭터가 만든 단어이다.

## 지진 활동 계산
특정 지역에서 지진 활동 정도가 어느정도인지는 정량적으로 계산한다. 보통 연구 대상 지역을 위도와 경도를 가지고 정의한 일정한 크기의 영역으로 자르며 지구 내부는 지구의 층상 구조 때문에 여러 깊이로 잘라 분석한다. 예를 들어 깊이의 경우 50 km 이하, 지하 50-300 km, 지하 300 km 이상으로 구분한다.
지진 활동도를 계산하는 공식은 다음과 같다.
{\displaystyle S={\frac {\sum _{i}{E_{s0}}_{i}}{{\delta \phi }_{0}{\delta \lambda }_{0}{\delta h}_{0}{\delta t}_{0}}}}
여기서
{\displaystyle {E_{s0}}_{i}}: 지진과 같은 하나의 단일한 지질 사건으로 방출한 에너지
{\displaystyle {\delta \phi }_{0}}: 위도 간격
{\displaystyle {\delta \lambda }_{0}}: 경도 간격
{\displaystyle {\delta h}_{0}}: 진원 깊이 간격
{\displaystyle {\delta t}_{0}}: 각 지질 사건의 시간차 간격
지진 활동도의 단위는 단위당 에너지로 쓴다.

## 같이 보기
- 모멘트 규모
- 판 구조론
- 지진학
- 지진위험도